# Il giorno di dolore che uno ha
Il giorno di dolore che uno ha è un brano musicale scritto da Luciano Ligabue, estratto come primo singolo dall'album live Su e giù da un palco del 1997.

## Descrizione
Ballata rock scritta da Ligabue per l'amico giornalista musicale Stefano Ronzani nel tentativo di stargli accanto e di incoraggiarlo a non perdere la speranza nell'ultimo periodo della sua gravissima malattia.
(Luciano Ligabue)
Nel giorno del compleanno dell'amico, Ligabue gli farà recapitare in ospedale il nastro con il brano, con l'avvertenza di aprirlo per ultimo dopo gli altri regali. In risposta il cantautore avrà la conferma di aver contribuito al raggiungimento di un grande sollievo interiore e l'autorizzazione a rendere pubblica la canzone per comunicare a tutti questi sentimenti. Ronzani morirà poco dopo (1996) proprio a causa di quella forma di leucemia e non riuscirà a ricevere la notizia dell'avvenuta pubblicazione. Ligabue gli dedicherà la canzone post mortem, all'interno del booklet dell'album Su e giù da un palco.

## Video musicale
Diretto da Alessandra Pescetta.
Trasmesso in anteprima su Canale 5 e originariamente disponibile sulla doppia cassetta VHS Ligabue a San Siro: il meglio del concerto del 1997, è stato inserito nei DVD Secondo tempo del 2007 e Videoclip Collection del 2012, quest'ultimo distribuito solo nelle edicole.

## Tracce
Singolo 7" promo per jukebox (WEA Italiana, PROMO 555)
1. Il giorno di dolore che uno ha – 4:35 (Luciano Ligabue)

## Formazione
- Luciano Ligabue - voce, chitarra

### La Banda
- Federico Poggipollini - chitarra
- Mel Previte - chitarra
- Antonio "Rigo" Righetti - basso
- Robby Pellati - batteria

### Altri musicisti
- Pippo Guarnera – organo Hammond

## Cover
Nel 2010 i Nomadi ne hanno realizzato una versione inserendola nell'album Raccontiraccolti, che contiene le loro interpretazioni di brani di altri artisti.